# 越北镇
越北镇，是中华人民共和国吉林省吉林市船营区下辖的一个乡镇级行政单位。

## 历史
原名沙河子乡。1992年时，属郊区，辖晓光、春光、育林、南三道、沙河子、幸福、虹园、七家子、三道岭村。城区与郊区边界有检查站两处，一处在越山路今越山路雾凇路立交桥处，一处在和平路今传染病院门口处。
1992年2月10日，郊区解体。原沙河子乡晓光、春光、育林、南三道、沙河子村与原九站乡张久、烟达木村，孤店子镇大红土、小红土村合组成立新的沙河子乡，属船营区。原沙河子乡幸福、虹园改属哈达街道；七家子、三道岭村改属九站乡。
2000年代设置吉林船营经济开发区，实际管辖沙河子村已经城市化的区域。
2011年10月14日，越北镇南山道村、张久村、大红土村、小红土村、烟达木村析属新北街道（高新北区）。
2014年撤销吉林船营经济开发区，设置中东社区及厚德社区。

## 行政区划
越北镇下辖以下地区：
沙河子村、晓光村、张久村、大红土村、小红土村、南山道村、春光村、玉林村、烟达木村和吉林船营经济开发区。